# 순천제일대학교
순천제일대학교(順天第一大學校, Suncheon Jeil College)는 전라남도 순천시에 위치한 대한민국의 전문대학이다.

## 연혁
- 1978년 5월25일 : 순천공업전문대학 설립계획 승인
- 1979년 3월 14일 : 순천공업전문대학 개교
- 1999년 10월 1일 : 순천제일대학교로 교명 변경
- 2013년 12월 30일 : 전문대학 기관평가 인증대학 선정
- 2018년 3월 6일 : 산업체위탁교육장(순천교도소 배들캠퍼스) 개설(전국유일)
- 2018년 8월 23일 : 교육부 대학기본역량진단평가 "자율개선대학" 선정
- 2019년 4월 2일 : 개교 40주년
- 2020년 3월 1일 : 전남산학협력패키지사업 선정(웰니스사업단,제철화학안전설비사업단)
- 2020년 9월 1일 : 성동제 총장 취임
- 2021년 9월 1일 : 교육부 2021년 대학기본역량진단 일반재정지원대학 선정
- 2022년 3월 1일 : 교육부 3단계 산학연협력 선도전문대학 육성사업(링크3.0) 선정(22~27)
- 2022년 3월 1일 : 순천시 지방대학 지원사업 선정

## 캠퍼스 풍경
순천제일대학교는 전라남도 순천시에 위치한 전문대학으로, 본래 2개의 캠퍼스를 가지고 있었으나 현재는 본캠퍼스만 사용하고 있다.

### 본캠퍼스
순천제일대학교의 본캠퍼스는 덕월동에 위치하며 캠퍼스 서편으로는 남산의 산간 지형과 맞닿아 있으며, 동편으로 주택가와 인접한다. 근처에 청암대학교와 청암고등학교가 위치하며, 순천종합버스터미널이 비교적 근처에 위치해 있다.

### 승주캠퍼스
순천제일대학교 승주캠퍼스는 평중리에 위치하며 본래 순천시 도농통합 이전 승주군청사로 쓰이던 곳이다. 이후 순천제일대학교에서 건물을 매입하여 1999년 승주캠퍼스로 개교하였다. 근처 승주초등학교 등이 위치하며, 캠퍼스 북쪽으로 산지와 닿아있다. 현재는 사용하지 않는다.